# 미국의 마천루 목록

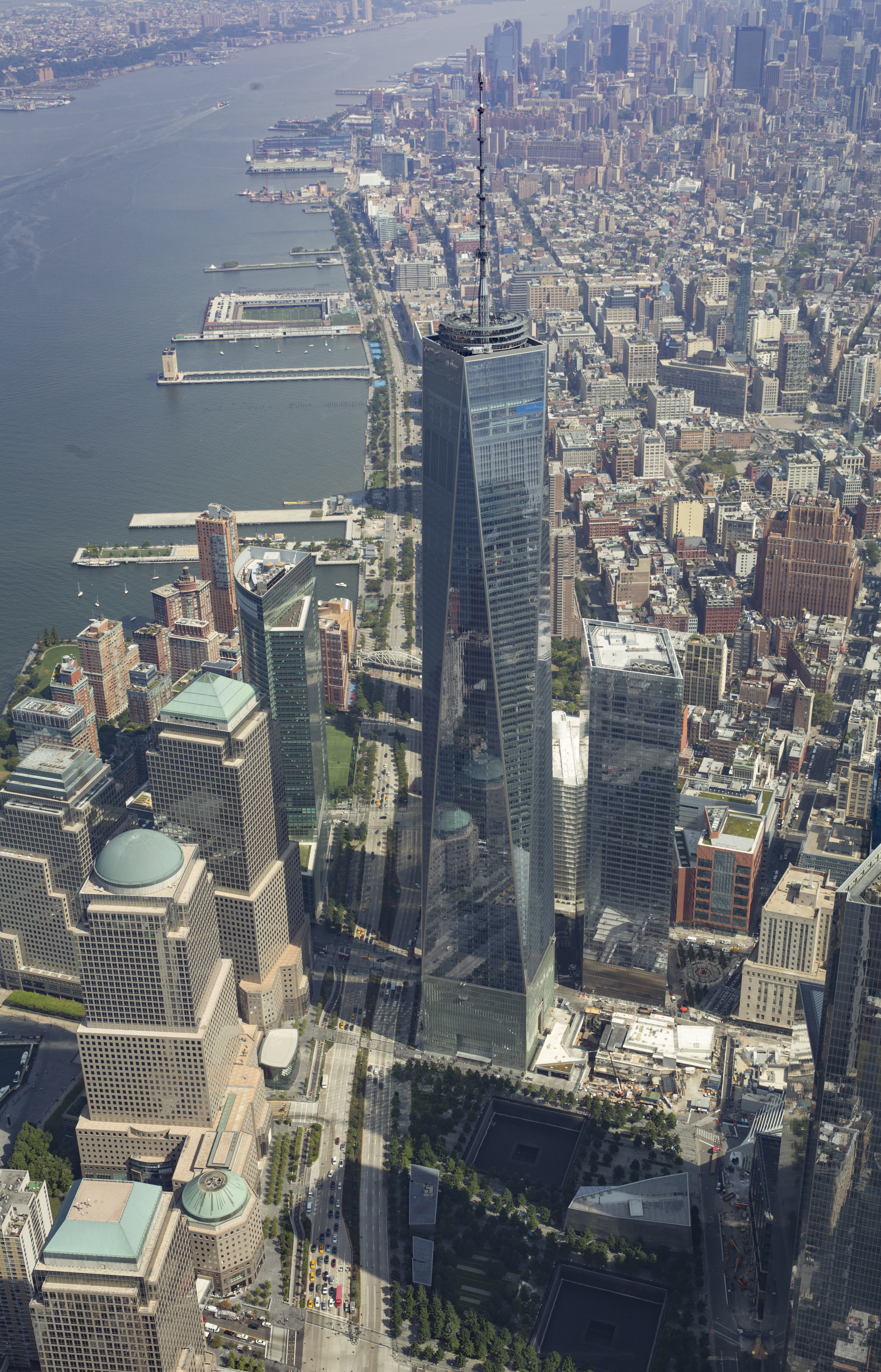
원 월드 트레이드 센터는 뉴욕에 있으며 미국에서 가장 높은 마천루이다.

미국의 마천루 목록이다. 2014년에 완공된 건물중에서는 원 월드 트레이드 센터가 541.3m로 가장 높다. 세계 최초의 초고층 건물은 1885년 시카고에 세워졌다. 그 후 미국은 집으로 돌아왔으며 여전히 세계에서 가장 높은 마천루가 있다. 특히 뉴욕 맨하튼의 자치구에는 특히 이 나라에서 가장 높은 스카이라인이 있다. 11개의 미국 건물은 세계에서 가장 높은 마천루 (뉴욕에서 9개)이라는 칭호를 가지고 있다. 뉴욕과 시카고는 항상 미국 초고층 빌딩의 중심지였다. 10층 주택 보험 빌딩, 1885년에 시카고에서 건축된, 세계의 첫 번째 마천루로 간주된다. 건물은 전 세계적으로 업계의 표준이 된 새로운 강철로드 베어링 프레임을 사용하여 제작되었다.
현재 뉴욕의 한 세계 무역 센터는 미국에서 가장 높은 마천루로 간주되었다. 그것의 첨탑은 구조의 끝이 실제로 1,792 피트 (546 m)에서 측정되었지만 독립 선언문이 서명된 1,776 피트 (541 m)의 상징적인 높이로 구조를 가져온다. 그러나, 건물(지붕이 아닌 안테나) 전망대 상승과 하나의 세계 무역 센터의 가장 높은 점유바닥의 높이에 대한 일반적인 기준을 사용하여 시카고의 윌리스 타워(구 시어스 타워)에 의해 능가하는 432 파크 애비뉴가 있다.
2001년 9월 11일 뉴욕에서 일어난 공격에 앞서 세계 무역 센터의 쌍둥이 빌딩은 윌리스 타워 뒤에 있는 아래 목록의 두 번째와 세 번째 자리를 차지했다. 북쪽 타워는 1,368 피트 (417 m)에 있었고 남쪽 타워는 1,362 피트 (415 m) 높이에 있었다. 그들이 여전히 오늘 서있다면, 그들은 아래 목록에서 4번째와 5번째 자리를 차지할 것이며, 그들의 대체 하나의 세계 무역 센터는 제외될 것이다.
뉴욕과 시카고에 집중되어 있으며, 전국적으로 제안되고 공사중인 많은 슈퍼 빌딩이 있다. 뉴욕의 프로젝트에는 센트럴 파크 타워와 111 웨스트 57번가가 포함되며, 시카고에는 제안된 구조물로는 약 95층 높이 1,128 피트 (344 m)의 비스타 타워가 포함된다. 시카고 강을 따라 늑대 지점 및 라파엘 비놀리 설계 타워가 있다. 제안 또는 공사중인 다른 고층빌딩은 1,121 피트 (342 m)를 포함 컴캐스트 기술 센터에서 필라델피아의 1,070 피트 (326 m) 세일즈포스 타워에서 샌프란시스코, 그리고 1,010 피트 (308 m)의 마이애미에 있는 원 베이프론트 플라자와 원 브리켈 시티 센터가 있다.

## 가장 높은 마천루
이 목록은 첨탑 및 건축 세부사항이 포함되어 있지만 안테나 마스트는 제외된 표준 높이 측정을 기준으로 높이가 700 피트 (213 m) 이상인 미국의 마천루를 완공하고 마무리한 것이다. "연도" 열은 마천루가 완료된 연도를 나타낸다.
| 순위 | 이름                                 | 사진 | 도시                                                                                       | 높이 ft (m) | 층수                           | 완공 | 비고 |
| ---- | ------------------------------------ | ---- | ------------------------------------------------------------------------------------------ | ----------- | ------------------------------ | ---- | --- |
| 1    | 원 월드 트레이드 센터                |      | 뉴욕 북위 40° 42′ 46.45″ 서경 74° 0′ 47.53″ / 북위 40.7129028° 서경 74.0132028°            | 1,776 (541) | 104                            | 2013 | 서반구와 미국에서 가장 높은 마천루가 되기 위해 2014년 11월 3일에 완공되었으며 계획 단계에서 프리덤 타워라고도 한다. 하나의 세계 무역 센터는 세계에서 6번째로 높은 마천루이다. |
| 2    | 윌리스 타워                          |      | 시카고 북위 41° 52′ 43.82″ 서경 87° 38′ 9.73″ / 북위 41.8788389° 서경 87.6360361°          | 1,451 (527) | 108                            | 1973 | 이전에는 시어즈 타워로 알려져 있었지만 여전히 일반적으로 언급되었다. 윌리스 타워 그것은 1974년 완공부터 1998년까지 세계에서 가장 높은 마천루였다. 시카고에서 가장 높은 마천루과 서쪽 뉴욕, 서반구과에서 두 번째로 높은 마천루의 미국에서 가장 높은 마천루과 세계에서 16번째로 높은 마천루이다. |
| 3    | 432 파크 애비뉴                      |      | 뉴욕 북위 40° 45′ 40.32″ 서경 73° 58′ 17.4″ / 북위 40.7612000° 서경 73.971500°             | 1,396 (426) | 89                             | 2015 | 2014년 10월 정점에 올랐다. 432 파크 애비뉴는 세계에서 20번째로 높은 마천루이자 세계에서 가장 높은 주거용 마천루이다. |
| 4    | 트럼프 인터내셔널 호텔 앤드 타워     |      | 시카고 북위 41° 53′ 19.84″ 서경 87° 37′ 35.18″ / 북위 41.8888444° 서경 87.6264389°         | 1,389 (423) | 98                             | 2009 | 세계에서 21번째로 높은 마천루이다. 세계 무역 센터 공격에 앞서 세계에서 가장 높은 계획이었다. |
| 5    | 엠파이어 스테이트 빌딩               |      | 뉴욕 북위 40° 44′ 54.47″ 서경 73° 59′ 8.5″ / 북위 40.7484639° 서경 73.985694°              | 1,250 (381) | 102                            | 1931 | 세계에서 35번째로 높은 마천루이다. 세계에서 가장 높은 인공 구조는 1931년부터 1967년까지다; 100층이 넘는 세계 최초의 마천루이다. 1930년대 미국과 세계에서 가장 높은 마천루이다. |
| 6    | 뱅크 오브 아메리카 타워              |      | 뉴욕 북위 40° 45′ 19.36″ 서경 73° 59′ 3.92″ / 북위 40.7553778° 서경 73.9844222°            | 1,200 (366) | 55                             | 2009 | 뉴욕에서 4번째로 높은 마천루이다. |
| 7    | Aon 센터                             |      | 시카고 북위 41° 53′ 6.79″ 서경 87° 37′ 17.41″ / 북위 41.8852194° 서경 87.6215028°          | 1,136 (346) | 83                             | 1974 | 이전에는 스탠다드 오일 빌딩으로 알려져있었다. |
| 8    | 존 핸콕 센터                         |      | 시카고 북위 41° 53′ 55.61″ 서경 87° 37′ 22.93″ / 북위 41.8987806° 서경 87.6230361°         | 1,127 (344) | 100                            | 1969 | 세계 최초의 트러스 튜브 빌딩; 세계에서 가장 높은 주거 단위중 일부를 포함한다. 당시 1960년대 세계에서 가장 높은 마천루이며 세계에서 가장 높은 높이를 자랑한다. |
| 9    | 컴캐스트 테크놀로지 센터*            |      | 필라델피아                                                                                 | 1,121 (342) | 60                             | 2018 | 필라델피아와 펜실베이니아에서 가장 높은 마천루이다. 뉴욕과 시카고 밖에서 가장 높은 마천루이다. 위에 얹은 2017년 11월 27일이다. |
| 10   | 윌셔 그랜드 센터                     |      | 로스앤젤레스 북위 34° 3′ 0″ 서경 118° 15′ 33.48″ / 북위 34.05000° 서경 118.2593000°        | 1,099 (335) | 73                             | 2017 | 로스앤젤레스와 캘리포니아에서 가장 높은 마천루과 미시시피강 서쪽에서 가장 높은 마천루이다. 2016년 9월 3일에 정점에 올랐다. |
| 11   | 쓰리 월드 트레이드 센터*             |      | 뉴욕 북위 40° 42′ 39.32″ 서경 74° 0′ 41.79″ / 북위 40.7109222° 서경 74.0116083°            | 1,079 (329) | 80                             | 2018 | 2016년 6월 23일에 정점에 올랐다. |
| 12   | 세일즈포스 타워*                     |      | 샌프란시스코 북위 37° 47′ 23.8″ 서경 122° 23′ 48.9″ / 북위 37.789944° 서경 122.396917°     | 1,070 (326) | 60                             | 2018 | 샌프란시스코에서 가장 높은 마천루과 시카고의 서쪽 옥상에 있는 가장 높은 마천루이다. 미시시피 서쪽으로 두 번째로 높은 마천루이다. |
| 13=  | 크라이슬러 빌딩                      |      | 뉴욕 북위 40° 45′ 5.44″ 서경 73° 58′ 31.84″ / 북위 40.7515111° 서경 73.9755111°            | 1,046 (319) | 77                             | 1930 | 1930년부터 1931년까지 세계에서 가장 높은 인공 구조 높이가 1,000 피트가 넘는 마천루이다. 세계에서 가장 높은 벽돌 마천루이다. |
| 13=  | 뉴욕 타임즈 빌딩                     |      | 뉴욕 북위 40° 45′ 21.77″ 서경 73° 59′ 24.21″ / 북위 40.7560472° 서경 73.9900583°           | 1,046 (319) | 52                             | 2007 | 타임즈 타워라고도 한다. 미국에서 최초의 고층 빌딩으로 세라믹선 스크린 커튼월이 있다. |
| 15   | 뱅크 오브 아메리카 플라자            |      | 애틀랜타 북위 33° 46′ 14.9″ 서경 84° 23′ 10.75″ / 북위 33.770806° 서경 84.3863194°         | 1,023 (311) | 55                             | 1992 | 애틀랜타와 미국 남부에 있는 가장 키 큰 마천루; 주 수도에 위치한 가장 높은 마천루이다. |
| 16   | U.S. 뱅크 타워                       |      | 로스앤젤레스 북위 34° 3′ 3.85″ 서경 118° 15′ 16.03″ / 북위 34.0510694° 서경 118.2544528°   | 1,018 (310) | 73                             | 1989 | 로스앤젤레스에서 두 번째로 높은 마천루이자 캘리포니아에서 두 번째로 높은 마천루이다. 1989년부터 2017년까지 미시시피 강 서쪽으로 가장 높은 마천루이다. 옥상에 헬리콥터가 있는 세계에서 가장 높은 마천루이다.                                                                                    |
| 17   | 프랭클린 센터                        |      | 시카고 북위 41° 52′ 49.19″ 서경 87° 38′ 5.23″ / 북위 41.8803306° 서경 87.6347861°          | 1,007 (307) | 60                             | 1989 | 원래 1989년 취임식에 AT&T Corporate Center로 알려진이 회사의 이름은 티쉬만 슈파이어가 2004년에 마천루와 인접한 USG 단지를 인수한 후에 변경되었다. |
| 18   | 원 57                                |      | 뉴욕 북위 40° 45′ 54.73″ 서경 73° 58′ 45″ / 북위 40.7652028° 서경 73.97917°                | 1,005 (306) | 75                             | 2013 | 뉴욕에서 가장 높은 혼합 사용(주거 및 호텔) 마천루 |
| 19   | JP 모건 체스 타워                    |      | 휴스턴 북위 29° 45′ 34.50″ 서경 95° 21′ 48.44″ / 북위 29.7595833° 서경 95.3634556°         | 1,002 (305) | 75                             | 1982 | 휴스턴과 텍사스에서 가장 높은 마천루 세계에서 가장 높은 5면체 마천루이고 1989년까지 미시시피 강 서쪽으로 가장 높은 마천루이다. |
| 20   | 투 프루덴셜 플라자                   |      | 시카고 북위 41° 53′ 7.43″ 서경 87° 37′ 21.77″ / 북위 41.8853972° 서경 87.6227139°          | 995 (303)   | 64                             | 1990 | [ 45 ] [ 46 ] |
| 21   | 웰스 파고 플라자                     |      | 휴스턴 북위 29° 45′ 30.17″ 서경 95° 22′ 5.81″ / 북위 29.7583806° 서경 95.3682806°          | 992 (302)   | 71                             | 1983 | [ 47 ] [ 48 ] |
| 22   | 포 월드 트레이드 센터                |      | 뉴욕 북위 40° 42′ 37.36″ 서경 74° 0′ 42.88″ / 북위 40.7103778° 서경 74.0119111°            | 977 (298)   | 72                             | 2012 | 일컬어 150 그리니치 스트리트 |
| 23   | 컴캐스트 센터                        |      | 필라델피아 북위 39° 57′ 17.21″ 서경 75° 10′ 6.73″ / 북위 39.9547806° 서경 75.1685361°      | 975 (297)   | 57                             | 2007 | 필라델피아에서 두 번째로 높은 마천루; 펜실베이니아에 있는 두 번째로 높은 마천루 |
| 24   | 311 사우스 웨커 드라이브             |      | 시카고 북위 41° 52′ 38.78″ 서경 87° 38′ 8.08″ / 북위 41.8774389° 서경 87.6355778°          | 961 (293)   | 65                             | 1990 | 미국에서 가장 높은 철근 콘크리트 마천루이다. |
| 25=  | 70 파인 스트리트                     |      | 뉴욕 북위 40° 42′ 22.9″ 서경 74° 0′ 26.67″ / 북위 40.706361° 서경 74.0074083°              | 952 (290)   | 66                             | 1932 | 현재 644개의 임대 주택과 132개의 호텔 객실을 갖춘 주거용 초고층 마천루로 전환중이다. |
| 26   | 220 센트럴 파크 사우스*              |      | 뉴욕                                                                                       | 950 (290)   | 66                             | 2017 | [ 57 ] |
| 27   | 키 타워                              |      | 클리블랜드 북위 41° 30′ 3.21″ 서경 81° 41′ 37.14″ / 북위 41.5008917° 서경 81.6936500°      | 947 (289)   | 57                             | 1991 | 클리블랜드와 오하이오에서 가장 높은 마천루이다. 미국 중서부 시카고 외곽에서 가장 높은 마천루이다. 2007년 컴캐스트 센터 준공까지 뉴욕과 시카고 사이의 미국에서 가장 높은 마천루 |
| 28   | 원 리버티 플레이스                   |      | 필라델피아 북위 39° 57′ 9.25″ 서경 75° 10′ 5.21″ / 북위 39.9525694° 서경 75.1681139°       | 945 (288)   | 61                             | 1987 | 필라델피아의 첫 번째 마천루는 86년 전에 완공된 필라델피아 시청보다 높게 지어졌다. |
| 29   | 컬럼비아 센터                        |      | 시애틀 북위 47° 36′ 16.93″ 서경 122° 19′ 50.21″ / 북위 47.6047028° 서경 122.3306139°       | 933 (284)   | 76                             | 1985 | 시애틀과 워싱턴의 가장 높은 마천루이다. 웨스트 코스트에서 네 번째로 높은 마천루이다. 바닥 수의 측면에서 미시시피 강 서쪽으로 가장 높은 마천루이다. 웨스트 코스트와 미시시피 서쪽에서 가장 높은 전망대다.                                                                                       |
| 30   | 트럼프 빌딩                          |      | 뉴욕 북위 40° 42′ 25.05″ 서경 74° 0′ 34.73″ / 북위 40.7069583° 서경 74.0096472°            | 927 (283)   | 70                             | 1930 | 크라이슬러 빌딩(월 스트리트 40호라고도 함)가 완공될 때까지 1930년 2개월 동안 세계에서 가장 높은 마천루이다. |
| 31   | 30 파크 팰리스                       |      | 뉴욕 북위 40° 42′ 47.40″ 서경 74° 00′ 33.52″ / 북위 40.7131667° 서경 74.0093111°           | 926 (282)   | 82                             | 2016 | 2015년 3월 31일에 정점에 올랐다. |
| 32   | 뱅크 오브 아메리카 플라자            |      | 댈러스 북위 32° 46′ 48″ 서경 96° 48′ 14.47″ / 북위 32.78000° 서경 96.8040194°              | 921 (281)   | 72                             | 1985 | 댈러스에 있는 가장 높은 마천루 |
| 33   | 시티그룹 센터                        |      | 뉴욕 북위 40° 45′ 29.98″ 서경 73° 58′ 11.99″ / 북위 40.7583278° 서경 73.9699972°           | 915 (279)   | 59                             | 1977 | [ 70 ] [ 71 ] |
| 34   | 윌리엄스 타워                        |      | 휴스턴 북위 29° 44′ 13.69″ 서경 95° 27′ 40.6″ / 북위 29.7371361° 서경 95.461278°           | 901 (275)   | 64                             | 1983 | 도시의 중심 업무 지구 바깥에 위치한 세계에서 가장 높은 마천루 |
| 35   | 르네상스 타워                        |      | 댈러스 북위 32° 46′ 52.12″ 서경 96° 48′ 6.68″ / 북위 32.7811444° 서경 96.8018556°          | 886 (270)   | 56                             | 1974 | 원래는 710 피트(216 미터)의 높이에서 지어졌다. 옥상 첨탑이 1987년에 추가되어 건축물의 높이가 886 피트(270 미터)로 증가했다. |
| 36   | 10 허드슨 야드                       |      | 뉴욕 북위 40° 45′ 9″ 서경 74° 0′ 3.78″ / 북위 40.75250° 서경 74.0010500°                   | 878 (268)   | 52                             | 2016 | 2015년 10월에 정점에 올랐다. |
| 37   | 뱅크 오브 아메리카 센터              |      | 샬럿 북위 35° 13′ 37.89″ 서경 80° 50′ 32.24″ / 북위 35.2271917° 서경 80.8422889°           | 871 (265)   | 60                             | 1992 | 샬럿과 캐롤라이나의 샬럿의 가장 높은 마천루이다. 애틀랜타 또는 텍사스 이외의 미국 남부에서 가장 높은 마천루이다. |
| 38   | 8 스프루스 스트리트                  |      | 뉴욕 북위 40° 42′ 39″ 서경 74° 00′ 20″ / 북위 40.71083° 서경 74.00556°                     | 870 (265)   | 76                             | 2010 | 벡맨 타워와 게리의 뉴욕이다. |
| 39=  | 900 노스 미시간                      |      | 시카고 북위 41° 53′ 58.65″ 서경 87° 37′ 29.46″ / 북위 41.8996250° 서경 87.6248500°         | 869 (265)   | 66                             | 1989 | [ 82 ] [ 83 ] |
| 40=  | 파노라마 타워                        |      | 마이애미 북위 25° 45′ 48″ 서경 80° 11′ 29″ / 북위 25.76335° 서경 80.19134°                 | 868 (265)   | 82                             | 2017 | 마이애미의 마천루 및 플로리다의 국가이다. |
| 40=  | 체이스 타워                          |      | 시카고 북위 41° 52′ 53.59″ 서경 87° 37′ 48.58″ / 북위 41.8815528° 서경 87.6301611°         | 868 (265)   | 60                             | 1969 | [ 85 ] [ 86 ] |
| 41   | 선 트러스트 플라자                   |      | 애틀랜타 북위 33° 45′ 45.53″ 서경 84° 23′ 11.48″ / 북위 33.7626472° 서경 84.3865222°       | 867 (264)   | 60                             | 1992 | [ 87 ] [ 88 ] |
| 42   | 트럼프 월드 타워                     |      | 뉴욕 북위 40° 45′ 8.98″ 서경 73° 58′ 4.48″ / 북위 40.7524944° 서경 73.9679111°             | 861 (262)   | 72                             | 2001 | 2000년부터 2002년까지 세계에서 가장 높은 모든 주거용 마천루 |
| 43=  | 워터 타워 플레이스                   |      | 시카고 북위 41° 53′ 52.62″ 서경 87° 37′ 22.86″ / 북위 41.8979500° 서경 87.6230167°         | 859 (262)   | 74                             | 1974 | [ 91 ] [ 92 ] |
| 43=  | 아쿠아                               |      | 시카고 북위 41° 53′ 11.01″ 서경 87° 37′ 12.12″ / 북위 41.8863917° 서경 87.6200333°         | 859 (262)   | 86                             | 2009 | 여성이 디자인한 세계에서 가장 높은 마천루이다. |
| 45   | Aon 센터                             |      | 로스앤젤리스 북위 34° 2′ 57.22″ 서경 118° 15′ 25.07″ / 북위 34.0492278° 서경 118.2569639°  | 858 (261)   | 62                             | 1973 | 1974년부터 1982년까지 미시시피강 서쪽에서 미국에서 가장 높은 마천루 |
| 46   | 트랜스아메리카 피라미드              |      | 샌프란시스코 북위 37° 47′ 42.4″ 서경 122° 24′ 10.01″ / 북위 37.795111° 서경 122.4027806°   | 853 (260)   | 48                             | 1972 | 샌프란시스코에서 2번째로 높은 마천루이다. 1972년부터 1974년까지 미시시피강 서쪽에 미국에서 가장 높은 마천루 |
| 47   | 30 록펠러 플라자                     |      | 뉴욕 북위 40° 45′ 32.11″ 서경 73° 58′ 45.65″ / 북위 40.7589194° 서경 73.9793472°           | 850 (259)   | 69                             | 1933 | [ 100 ] [ 101 ] |
| 48   | 투 리버티 플레이스                   |      | 필라델피아 북위 39° 57′ 6.07″ 서경 75° 10′ 2.76″ / 북위 39.9516861° 서경 75.1674333°       | 848 (258)   | 58                             | 1990 | [ 102 ] [ 103 ] |
| 49   | 원 맨해튼 스퀘어*                    |      | 뉴욕                                                                                       | 847 (258)   | 72                             | 2019 | [ 104 ] |
| 50=  | 파크 타워                            |      | 시카고 북위 41° 53′ 49.19″ 서경 87° 37′ 30.56″ / 북위 41.8969972° 서경 87.6251556°         | 844 (257)   | 67                             | 2000 | [ 105 ] [ 106 ] |
| 50=  | 데본 타워                            |      | 오클라호마시티 북위 35° 28′ 0.02″ 서경 97° 31′ 3.47″ / 북위 35.4666722° 서경 97.5176306°   | 844 (257)   | 57                             | 2012 | 오클라호마 시티에서 가장 높은 마천루이다. 오클라호마에 있는 가장 키 큰 마천루는 "평야 상태"에서 가장 높은 마천루 |
| 52   | US 스틸 타워                         |      | 피츠버그 북위 40° 26′ 28.6″ 서경 79° 59′ 40.79″ / 북위 40.441278° 서경 79.9946639°         | 841 (256)   | 64                             | 1970 | 피츠버그에서 가장 높은 마천루이다. 그것의 높거나 높은 세계에서 가장 큰 지붕 |
| 53   | 56 레너드 스트리트                   |      | 뉴욕 북위 40° 43′ 4.09″ 서경 74° 0′ 23.82″ / 북위 40.7178028° 서경 74.0066167°             | 821 (250)   | 57                             | 2016 | 2015년 7월에 1위를 차지했다. |
| 54   | 원 애틀랜틱 센터                     |      | 애틀란타 북위 33° 47′ 13.13″ 서경 84° 23′ 14.63″ / 북위 33.7869806° 서경 84.3873972°       | 820 (250)   | 50                             | 1987 | IBM 타워라고도 한다. |
| 55   | 레거시 밀레니엄 파크                 |      | 시카고 북위 41° 52′ 52.9″ 서경 87° 37′ 32.51″ / 북위 41.881361° 서경 87.6256972°           | 818 (249)   | 73                             | 2003 | |
| 56   | 시티스파이어 센터                    |      | 뉴욕 북위 40° 45′ 50.97″ 서경 73° 58′ 47.11″ / 북위 40.7641583° 서경 73.9797528°           | 814 (248)   | 75                             | 1987 | |
| 57   | 원 체스 맨해튼 플라자                |      | 뉴욕 북위 40° 42′ 28.36″ 서경 74° 0′ 31.81″ / 북위 40.7078778° 서경 74.0088361°            | 813 (248)   | 60                             | 1960 | |
| 58   | 세일즈포스 타워                      |      | 인디애나폴리스 북위 39° 46′ 10.59″ 서경 86° 9′ 25.65″ / 북위 39.7696083° 서경 86.1571250°  | 811 (247)   | 48                             | 1990 | 인디애나폴리스에 있는 가장 높은 마천루; 미국 중서부에서 높은 마천루고 시카고 클리블랜드의 외측 |
| 59   | 콩데 나스트 빌딩                     |      | 뉴욕 북위 40° 45′ 21.37″ 서경 73° 59′ 8.9″ / 북위 40.7559361° 서경 73.985806°              | 809 (247)   | 48                             | 1999 | 일컬어 4 타임스퀘어 |
| 60   | 메트라이프 빌딩                      |      | 뉴욕 북위 40° 45′ 12.45″ 서경 73° 58′ 35.49″ / 북위 40.7534583° 서경 73.9765250°           | 808 (246)   | 59                             | 1963 | 판암 빌딩으로 이전에 알려졌음 |
| 61   | 블룸버그 타워                        |      | 뉴욕 북위 40° 45′ 42.06″ 서경 73° 58′ 5.1″ / 북위 40.7616833° 서경 73.968083°              | 806 (246)   | 54                             | 2005 | |
| 62   | 181 프레먼트 스프리트                |      | 샌프란시스코 북위 37° 47′ 22.92″ 서경 122° 23′ 43.26″ / 북위 37.7897000° 서경 122.3953500° | 802 (245)   | 54                             | 2017 | 미시시피 강 서쪽에서 두 번째로 높은 복합 용도 주거용 마천루이다. |
| 63=  | IDS 타워                             |      | 미니애폴리스 북위 44° 58′ 33.6″ 서경 93° 16′ 21.34″ / 북위 44.976000° 서경 93.2725944°     | 792 (241)   | 57                             | 1973 | 미니애폴리스에서 가장 높은 마천루 |
| 63=  | 맬런은행 타워                        |      | 필라델피아 북위 39° 57′ 13.09″ 서경 75° 10′ 10.23″ / 북위 39.9536361° 서경 75.1695083°     | 792 (241)   | 54                             | 1990 | |
| 63=  | 울워스 빌딩                          |      | 뉴욕 북위 40° 42′ 44.29″ 서경 74° 0′ 28.96″ / 북위 40.7123028° 서경 74.0080444°            | 792 (241)   | 57                             | 1913 | 1913년부터 1930년까지 세계에서 가장 높은 마천루이다. 1910년대에 미국과 세계에 지어진 가장 높은 마천루 |
| 63=  | 111 머리 스트리트*                   |      | 뉴욕                                                                                       | 792 (241)   | 58                             | 2018 | [ 124 ] |
| 67   | 200 클렌던                           |      | 보스턴 북위 42° 20′ 57.36″ 서경 71° 4′ 30.53″ / 북위 42.3492667° 서경 71.0751472°          | 790 (241)   | 60                             | 1976 | 보스턴과 뉴 잉글랜드에서 가장 높은 마천루이다. 또한 일컬어 존 핸콕 타워 |
| 68   | 포 시즌 호텔 & 타워                  |      | 마이애미 북위 25° 45′ 31.03″ 서경 80° 11′ 30.34″ / 북위 25.7586194° 서경 80.1917611°       | 789 (240)   | 64                             | 2003 | 마이애미에서 2번째로 높은 마천루과 플로리다 |
| 69   | 코메리카 뱅크 타워                   |      | 댈러스 북위 32° 46′ 53.34″ 서경 96° 47′ 48.16″ / 북위 32.7814833° 서경 96.7967111°         | 787 (240)   | 60                             | 1987 | 이전에는 뱅크 원 센터 및 체이스 센터로 알려져 있었다. |
| 70   | 듀크 에너지 센터                     |      | 샬럿 북위 35° 13′ 26.48″ 서경 80° 50′ 53.28″ / 북위 35.2240222° 서경 80.8481333°           | 786 (240)   | 48 (기계식 마천루와 함께 54층) | 2010 | 샬럿과 노스캐롤라이나에서 두 번째로 높은 마천루 |
| 71   | 300 노스 라셀                        |      | 시카고 북위 41° 53′ 17.42″ 서경 87° 37′ 59.12″ / 북위 41.8881722° 서경 87.6330889°         | 785 (239)   | 60                             | 2009 | [ 132 ] [ 133 ] |
| 72=  | 골드맨 사츠스 타워                   |      | 저지시티 북위 40° 42′ 47.2″ 서경 74° 2′ 2.52″ / 북위 40.713111° 서경 74.0340333°           | 781 (238)   | 42                             | 2004 | 저지 시티와 뉴저지에서 가장 높은 마천루 |
| 72=  | 520 파크 애비뉴*                     |      | 뉴욕                                                                                       | 781 (238)   | 54                             | 2018 | [ 136 ] |
| 74   | 뱅크 오브 아메리카 센터              |      | 휴스턴 북위 29° 45′ 39.15″ 서경 95° 21′ 59.51″ / 북위 29.7608750° 서경 95.3665306°         | 780 (238)   | 56                             | 1983 | [ 137 ] [ 138 ] |
| 75   | 555 캘리포니아 스트리트              |      | 샌프란시스코 북위 37° 47′ 31.5″ 서경 122° 24′ 13.68″ / 북위 37.792083° 서경 122.4038000°   | 779 (237)   | 52                             | 1969 | 1969년에서 1972년까지 서해안에서 가장 높은 마천루이다. 2005년 뱅크 오브 아메리카에서 이름이 변경되었다. 1960년대 도시에서 가장 높은 마천루가 건설되었다. |
| 76=  | 원 월드와이드 플라자                 |      | 뉴욕 북위 40° 45′ 43.78″ 서경 73° 59′ 12.19″ / 북위 40.7621611° 서경 73.9867194°           | 778 (237)   | 50                             | 1989 | [ 141 ] |
| 76=  | 50 웨스트 스트리트                   |      | 뉴욕 북위 40° 42′ 28.09″ 서경 74° 0′ 54.44″ / 북위 40.7078028° 서경 74.0151222°            | 778 (237)   | 63                             | 2016 | 2015년 10월에 1위를 차지했다. |
| 76=  | 55 허드슨 야드*                      |      | 뉴욕                                                                                       | 778 (237)   | 51                             | 2018 | [ 145 ] |
| 79   | 45 이스트 22 스트리트*               |      | 뉴욕                                                                                       | 777 (237)   | 64                             | 2017 | 토핑 아웃 |
| 80   | 케이펠라 타워                        |      | 미니애폴리스 북위 44° 58′ 34.51″ 서경 93° 16′ 6.82″ / 북위 44.9762528° 서경 93.2685611°    | 776 (237)   | 56                             | 1992 | 이전에 퍼스트 뱅크 팰리스 및 US 밴코프 타워로 알려짐 |
| 81   | 웰스 파르고 센터                     |      | 미니애폴리스 북위 44° 58′ 36.34″ 서경 93° 16′ 15.09″ / 북위 44.9767611° 서경 93.2708583°   | 775 (236)   | 57                             | 1988 | |
| 82   | 1201 씨드 애비뉴                     |      | 시애틀 북위 47° 36′ 25.55″ 서경 122° 20′ 9.85″ / 북위 47.6070972° 서경 122.3360694°        | 772 (235)   | 55                             | 1988 | 이전에 워싱턴 뮤추얼 타워(Washington Mutual Tower) |
| 83   | 터미널 타워                          |      | 클리블랜드 북위 41° 29′ 53.72″ 서경 81° 41′ 37.6″ / 북위 41.4982556° 서경 81.693778°       | 771 (235)   | 52                             | 1930 | 1964년 보스턴의 푸르덴셜 타워가 완성 될 때까지 뉴욕시 밖에서 북미에서 가장 높은 마천루이다. 1930년 6월 28일 공식적으로 헌납되었을 때 세계에서 4번째로 높은 마천루. |
| 84   | 191 피치쓰 타워                      |      | 애틀란타 북위 33° 45′ 32.45″ 서경 84° 23′ 12.97″ / 북위 33.7590139° 서경 84.3869361°       | 770 (235)   | 50                             | 1991 | [ 151 ] [ 152 ] |
| 85   | 쓰리 퍼스트 내셔널 플라자            |      | 시카고 북위 41° 52′ 56.38″ 서경 87° 37′ 49.62″ / 북위 41.8823278° 서경 87.6304500°         | 767 (234)   | 57                             | 1981 | [ 153 ] [ 154 ] |
| 86   | 사우스이스트 파이낸스 센터           |      | 마이애미 북위 25° 46′ 19.67″ 서경 80° 11′ 16.38″ / 북위 25.7721306° 서경 80.1878833°       | 764 (233)   | 55                             | 1984 | [ 155 ] [ 156 ] |
| 87   | 헤리티지 플라자                      |      | 휴스턴 북위 29° 45′ 31.38″ 서경 95° 22′ 13.59″ / 북위 29.7587167° 서경 95.3704417°         | 762 (232)   | 53                             | 1987 | [ 157 ] [ 158 ] |
| 88   | 118 플턴 스트리트*                   |      | 뉴욕                                                                                       | 758 (231)   | 63                             | 2018 | [ 159 ] |
| 89   | 카네기 홀 타워                       |      | 뉴욕 북위 40° 45′ 53.41″ 서경 73° 58′ 46.89″ / 북위 40.7648361° 서경 73.9796917°           | 757 (231)   | 60                             | 1991 | [ 160 ] [ 161 ] |
| 90=  | 그랜튼 손튼 타워                     |      | 시카고 북위 41° 53′ 5.49″ 서경 87° 37′ 49.78″ / 북위 41.8848583° 서경 87.6304944°          | 756 (230)   | 50                             | 1992 | [ 162 ] [ 163 ] |
| 90=  | 엔터 프라이즈 플라자                 |      | 휴스턴 북위 29° 45′ 27.78″ 서경 95° 22′ 8.65″ / 북위 29.7577167° 서경 95.3690694°          | 756 (230)   | 55                             | 1980 | [ 164 ] [ 165 ] |
| 92=  | 383 메디슨 애비뉴                    |      | 뉴욕 북위 40° 45′ 19.65″ 서경 73° 58′ 35.88″ / 북위 40.7554583° 서경 73.9766333°           | 755 (230)   | 47                             | 2001 | 이전에 베어 스턴스 세계 본부 |
| 92=  | 텍사스주 609번지                     |      | 휴스턴                                                                                     | 755 (230)   | 50                             | 2017 | [ 168 ] |
| 94   | 1717 브로드웨이                      |      | 뉴욕 북위 40° 45′ 51.84″ 서경 73° 58′ 57.36″ / 북위 40.7644000° 서경 73.9826000°           | 753 (229)   | 67                             | 2013 | [ 169 ] [ 170 ] |
| 95   | AXA 이퀴터블 센터                    |      | 뉴욕 북위 40° 45′ 19.65″ 서경 73° 58′ 35.88″ / 북위 40.7554583° 서경 73.9766333°           | 752 (229)   | 54                             | 1986 | [ 171 ] [ 172 ] |
| 96=  | 원 펜 플라자                         |      | 뉴욕 북위 40° 45′ 5.12″ 서경 73° 59′ 33.68″ / 북위 40.7514222° 서경 73.9926889°            | 750 (229)   | 57                             | 1972 | [ 173 ] [ 174 ] |
| 96=  | 1251 어배뉴 오브 디 아메리카스       |      | 뉴욕 북위 40° 45′ 36.15″ 서경 73° 58′ 53.38″ / 북위 40.7600417° 서경 73.9814944°           | 750 (229)   | 54                             | 1971 | [ 175 ] [ 176 ] |
| 96=  | 푸르덴셜 타워                        |      | 보스턴 북위 42° 20′ 49.83″ 서경 71° 4′ 57.03″ / 북위 42.3471750° 서경 71.0825083°          | 750 (229)   | 52                             | 1964 | 뉴욕시 외곽에 있는 북미에서 가장 높은 마천루으로 지목되었다. |
| 96=  | 투 캘리포니아 플라자                 |      | 로스앤젤레스 북위 34° 3′ 5.35″ 서경 118° 15′ 5.92″ / 북위 34.0514861° 서경 118.2516444°    | 750 (229)   | 52                             | 1992 | [ 178 ] [ 179 ] |
| 100= | 타임 워너 센터 노스 타워             |      | 뉴욕 북위 40° 46′ 8.05″ 서경 73° 58′ 58.63″ / 북위 40.7689028° 서경 73.9829528°            | 749 (228)   | 55                             | 2004 | [ 180 ] [ 181 ] |
| 100= | 타임 워너 센터 사우스 타워           |      | 뉴욕 북위 40° 46′ 8.05″ 서경 73° 58′ 58.63″ / 북위 40.7689028° 서경 73.9829528°            | 749 (228)   | 55                             | 2004 | [ 181 ] [ 182 ] |
| 100= | 가스 컴퍼니 타워                     |      | 로스앤젤레스 북위 34° 3′ 0.49″ 서경 118° 15′ 11.59″ / 북위 34.0501361° 서경 118.2532194°   | 749 (228)   | 52                             | 1991 | [ 183 ] [ 184 ] |
| 100= | 200 웨스트 스트리트                  |      | 뉴욕 북위 40° 42′ 53.17″ 서경 74° 0′ 51.84″ / 북위 40.7147694° 서경 74.0144000°            | 749 (228)   | 44                             | 2010 | [ 185 ] |
| 104= | 60 웰 스트리트                       |      | 뉴욕 북위 40° 42′ 22.25″ 서경 74° 0′ 29.94″ / 북위 40.7061806° 서경 74.0083167°            | 745 (227)   | 56                             | 1989 | [ 186 ] |
| 104= | 원 애스터 플라자                     |      | 뉴욕 북위 40° 45′ 28.37″ 서경 73° 59′ 11.72″ / 북위 40.7578806° 서경 73.9865889°           | 745 (227)   | 54                             | 1972 | [ 187 ] [ 188 ] |
| 104= | RSA 배틀 하우스 타워                 |      | 모빌 북위 30° 41′ 35.22″ 서경 88° 2′ 22.83″ / 북위 30.6931167° 서경 88.0396750°            | 745 (227)   | 35                             | 2007 | 모빌 및 앨라배마에서 가장 높은 마천루이다. |
| 107= | 블루 크로스 블루 쉴드 타워           |      | 시카고 북위 41° 53′ 5.36″ 서경 87° 37′ 11.58″ / 북위 41.8848222° 서경 87.6198833°          | 743 (227)   | 54                             | 2010 | [ 191 ] [ 192 ] |
| 107= | 세븐 월드 트레이드 센터              |      | 뉴욕 북위 40° 42′ 48.07″ 서경 74° 0′ 43.92″ / 북위 40.7133528° 서경 74.0122000°            | 743 (227)   | 52                             | 2006 | [ 193 ] |
| 107= | 원 리버티 플라자                     |      | 뉴욕 북위 40° 42′ 34.84″ 서경 74° 0′ 39.25″ / 북위 40.7096778° 서경 74.0109028°            | 743 (227)   | 54                             | 1974 | [ 194 ] [ 195 ] |
| 110= | 20 익스체인저 팰리스                 |      | 뉴욕 북위 40° 42′ 19.32″ 서경 74° 0′ 34.57″ / 북위 40.7053667° 서경 74.0096028°            | 741 (226)   | 57                             | 1931 | [ 196 ] [ 197 ] |
| 110= | 센터포인트 에너지 플라자             |      | 휴스턴 북위 29° 45′ 25.69″ 서경 95° 22′ 5.62″ / 북위 29.7571361° 서경 95.3682278°          | 741 (226)   | 53                             | 1974 | [ 198 ] |
| 112  | 투 유니온 스퀘어                     |      | 시애틀 북위 47° 36′ 36.9″ 서경 122° 19′ 56.33″ / 북위 47.610250° 서경 122.3323139°         | 740 (226)   | 56                             | 1989 | [ 199 ] |
| 113= | 쓰리 로건 스퀘어                     |      | 필라델피아 북위 39° 57′ 19.13″ 서경 75° 10′ 8.61″ / 북위 39.9553139° 서경 75.1690583°      | 739 (225)   | 55                             | 1991 | 이전에는 벨 아틀란틱 타워라고 불렀다. 일컬어 버라이즌 타워 |
| 113= | 200 베세이 스트리트                  |      | 뉴욕 북위 40° 42′ 48.89″ 서경 74° 0′ 53.23″ / 북위 40.7135806° 서경 74.0147861°            | 739 (225)   | 51                             | 1986 | [ 202 ] [ 203 ] |
| 115  | JP 모건 체이스 타워                  |      | 댈러스 북위 32° 47′ 15.91″ 서경 96° 47′ 48.14″ / 북위 32.7877528° 서경 96.7967056°         | 738 (225)   | 55                             | 1987 | [ 204 ] [ 205 ] |
| 116= | 뱅크 오브 아메리카 플라자            |      | 로스앤젤레스 북위 34° 3′ 13.03″ 서경 118° 15′ 11.82″ / 북위 34.0536194° 서경 118.2532833°  | 735 (224)   | 55                             | 1975 | [ 206 ] [ 207 ] |
| 116= | 퐁텐 블루 리조트 라스베이거스*       |      | 라스베이거스 북위 36° 8′ 15.97″ 서경 115° 9′ 33.92″ / 북위 36.1377694° 서경 115.1594222°   | 735 (224)   | 63                             | 2009 | 공사중; 퐁텐 블로 리조트가 되었다. 토핑 아웃 라스베이거스와 네바다에서 가장 높은 마천루가 되고, 2009년 초. 현재 소유자 칼 아이칸 하에 판매중이다. |
| 118  | 1540 브로드웨이                      |      | 뉴욕 북위 40° 45′ 29.16″ 서경 73° 59′ 5.04″ / 북위 40.7581000° 서경 73.9847333°            | 733 (223)   | 45                             | 1990 | [ 210 ] |
| 119= | 1600 스미스 스트리트                 |      | 휴스턴 북위 29° 45′ 18.5″ 서경 95° 22′ 22.19″ / 북위 29.755139° 서경 95.3728306°           | 732 (223)   | 53                             | 1984 | [ 211 ] [ 212 ] |
| 119= | 리버 포인트*                         |      | 시카고                                                                                     | 732 (223)   | 50                             | 2017 | 토핑 아웃 |
| 121  | 올림피아 센터                        |      | 시카고 북위 41° 53′ 47.1″ 서경 87° 37′ 23.78″ / 북위 41.896417° 서경 87.6232722°           | 731 (223)   | 63                             | 1986 | [ 214 ] [ 215 ] |
| 122= | 3 맨해튼 웨스트*                     |      | 뉴욕                                                                                       | 730 (223)   | 64                             | 2017 | [ 216 ] |
| 122= | FMC 타워의 시라 센터 사우스          |      | 필라델피아                                                                                 | 730 (223)   | 49                             | 2016 | 건설은 2016년에 완료되었다. |
| 124  | 디트로이트 메리어트 앳 르네승스 센터 |      | 디트로이트 북위 42° 19′ 43.82″ 서경 83° 2′ 24.12″ / 북위 42.3288389° 서경 83.0400333°      | 727 (222)   | 73                             | 1977 | 완공 시 세계에서 가장 높은 모든 호텔 마천루이다. 현재 서반구에서 가장 높은 호텔로 서 있다. 디트로이트와 미시간주에서 가장 높은 마천루이다. |
| 125= | 원 무세움 파크                       |      | 시카고 북위 41° 52′ 1.63″ 서경 87° 37′ 17.84″ / 북위 41.8671194° 서경 87.6216222°          | 726 (221)   | 62                             | 2009 | 미국에서 세 번째로 높은 모든 주거용 마천루인 시카고에서 가장 높은 주거용 마천루이다. |
| 125= | 타임스 스퀘어 타워                   |      | 뉴욕 북위 40° 45′ 19.82″ 서경 73° 59′ 12.73″ / 북위 40.7555056° 서경 73.9868694°           | 726 (219)   | 47                             | 2004 | 2004년 11월 5일 46층과 47층에 있는 2개의 창문을 덮는 유리창이 거리에서 쓰러졌다. |
| 127= | 150 노스 라이버사이드                |      | 시카고                                                                                     | 725 (221)   | 53                             | 2017 | [ 221 ] |
| 127= | BNY 멜론 센터                        |      | 피츠버그 북위 40° 26′ 21.98″ 서경 79° 59′ 45.5″ / 북위 40.4394389° 서경 79.995972°         | 725 (221)   | 54                             | 1983 | [ 222 ] [ 223 ] |
| 127= | 777 타워                             |      | 로스앤젤레스 북위 34° 2′ 54.18″ 서경 118° 15′ 40.87″ / 북위 34.0483833° 서경 118.2613528°  | 725 (221)   | 53                             | 1991 | [ 224 ] |
| 127= | 풀 브라이트 타워                     |      | 휴스턴 북위 29° 45′ 19.52″ 서경 95° 21′ 41.52″ / 북위 29.7554222° 서경 95.3615333°         | 725 (221)   | 52                             | 1982 | [ 225 ] [ 226 ] |
| 131= | 웨스틴 피치 트리 플라자 호텔         |      | 애틀란타 북위 33° 45′ 33.97″ 서경 84° 23′ 18.45″ / 북위 33.7594361° 서경 84.3884583°       | 723 (220)   | 73                             | 1976 | 완공되면 세계에서 가장 높은 호텔이다. 1976년부터 1987년까지 애틀란타에서 가장 높은 마천루. |
| 131= | 웰스 파고 타워                       |      | 로스앤젤레스 북위 34° 3′ 10.5″ 서경 118° 15′ 6.8″ / 북위 34.052917° 서경 118.251889°       | 723 (220)   | 54                             | 1983 | 각 일반 층에는 26,080 평방 피트의 면적이 있다. |
| 133  | 시애틀 머니치팔 타워                 |      | 시애틀 북위 47° 36′ 18.33″ 서경 122° 19′ 46.17″ / 북위 47.6050917° 서경 122.3294917°       | 722 (220)   | 57                             | 1990 | AT&T 게이트웨이 타워로 지어졌다. |
| 134  | 포운틴 팰리스                        |      | 댈러스 북위 32° 47′ 4.66″ 서경 96° 48′ 9.35″ / 북위 32.7846278° 서경 96.8025972°           | 720 (220)   | 62                             | 1986 | 포운틴 팰리스는 4면 구조 실리콘으로 유약을 채우는 세계에서 가장 높은 마천루이다. |
| 135  | 레벨 카지노                          |      | 애틀랜틱시티 북위 39° 21′ 45.64″ 서경 74° 24′ 55.33″ / 북위 39.3626778° 서경 74.4153694°   | 718 (219)   | 57                             | 2012 | 애틀랜틱 시티에서 가장 높은 마천루 |
| 136  | 피규에로아 앳 윌셔                   |      | 로스앤젤레스 북위 34° 3′ 2.69″ 서경 118° 15′ 33.38″ / 북위 34.0507472° 서경 118.2592722°   | 717 (219)   | 53                             | 1990 | 유나이티드 캘리포니아 뱅크 본사다. |
| 137  | 메트로폴리탄 타워                    |      | 뉴욕 북위 40° 45′ 52.82″ 서경 73° 58′ 45.65″ / 북위 40.7646722° 서경 73.9793472°           | 716 (218)   | 68                             | 1987 | 카네기 홀 타워(Carnegie Hall Tower)와 시티 스피어(Cityspire)를 포함한 마천루의 조밀한 클러스터의 일부다. |
| 138  | 252 이스트 57번가                    |      | 뉴욕                                                                                       | 715 (218)   | 65                             | 2016 | [ 229 ] |
| 139= | 리퍼블릭 플라자                      |      | 덴버 북위 39° 44′ 36.31″ 서경 104° 59′ 19.3″ / 북위 39.7434194° 서경 104.988694°           | 714 (218)   | 56                             | 1984 | 덴버와 콜로라도 주에서 가장 높은 마천루 |
| 139= | 원 쉘 플라자                         |      | 휴스턴 북위 29° 45′ 32.86″ 서경 95° 22′ 3.3″ / 북위 29.7591278° 서경 95.367583°            | 714 (218)   | 50                             | 1971 | 1971년부터 1980년까지 텍사스에서 가장 높은 마천루 |
| 141  | 100 이스트 53 스트리트*              |      | 뉴욕 북위 40° 45′ 30″ 서경 73° 58′ 17″ / 북위 40.75833° 서경 73.97139°                     | 711 (217)   | 63                             | 2017 | 610 렉싱턴 애비뉴라고도 한다. 2016년 1월에 1위를 차지했다. |
| 142  | 1801 캘리포니아 스트리트             |      | 덴버 북위 39° 44′ 51.46″ 서경 104° 59′ 23.2″ / 북위 39.7476278° 서경 104.989778°           | 709 (216)   | 52                             | 1983 | 1983년부터 1984년까지 덴버에서 가장 높은 마천루였다. |
| 143  | JP 모건 체이스 타워                  |      | 뉴욕 북위 40° 45′ 20.85″ 서경 73° 58′ 31.55″ / 북위 40.7557917° 서경 73.9754306°           | 707 (216)   | 52                             | 1960 | 원래 유니온 카바이드 화학 회사용으로 제작되었다. |
| 144  | 제너럴 모터스 빌딩                   |      | 뉴욕 북위 40° 45′ 48.23″ 서경 73° 58′ 20.39″ / 북위 40.7633972° 서경 73.9723306°           | 705 (215)   | 50                             | 1968 | 로비의 북쪽 끝은 한때 세계에서 가장 큰 장난감 가게였던 파오 슈바르츠에게 사용되었다. |
| 145= | 하버사이드 1                         |      | 저지시티 북위 40° 43′ 11.76″ 서경 74° 2′ 4.23″ / 북위 40.7199333° 서경 74.0345083°         | 700 (214)   | 69                             | 2016 | 2015년 9월에 1위를 차지했다. |
| 145= | 메트로폴리탄 생명보험 타워           |      | 뉴욕 북위 40° 44′ 28.54″ 서경 73° 59′ 15.03″ / 북위 40.7412611° 서경 73.9875083°           | 700 (213)   | 50                             | 1909 | 1909년부터 1913년까지 세계에서 가장 높은 마천루이다. 1900년대의 첫 10년 동안 미국과 세계에 지어진 가장 높은 마천루이다. |

- 마천루가 아직 공사중이지만 꼭대기에 있다는 것을 나타낸다.

## 피나클 높이의 가장 높은 마천루
여기에는 안테나 마스트가 포함된 피나클 높이 측정을 기준으로 800 피트 (244 m) 이상 높이가 있는 미국의 빌딩을 완공하고 랭킹한 마천루가 표시된다. 비교를 위해 마천루 높이에 안테나가 포함되지 않은 표준 건축 높이 측정이 포함된다.

모든 돛대, 기둥, 안테나 등을 포함하여 피나클 높이로 미국에서 가장 높은 마천루 (2017)

| 순위 | 이름                             | 도시           | 피나클 높이 ft (m) | 건축 높이 ft (m) | 비고                                           |
| ---- | -------------------------------- | -------------- | ------------------ | ---------------- | ---------------------------------------------- |
| 1    | 원 월드 트레이드 센터            | 뉴욕           | 1,792 (541)        | 1,776 (417)      | [ 9 ]                                          |
| 2    | 시어스 타워 (시어스 타워)        | 시카고         | 1,729 (527)        | 1,451 (442)      | [ 10 ]                                         |
| 3    | 존 핸콕 센터                     | 시카고         | 1,500 (457)        | 1,127 (344)      | [ 22 ]                                         |
| 4    | 엠파이어 스테이트 빌딩           | 뉴욕           | 1,454 (443)        | 1,250 (381)      | [ 16 ]                                         |
| 5    | 432 파크 애비뉴                  | 뉴욕           | 1,396 (426)        | 1,396 (426)      | [ 12 ]                                         |
| 6    | 트럼프 인터내셔널 호텔 앤드 타워 | 시카고         | 1,389 (423)        | 1,389 (423)      | [ 238 ]                                        |
| 7    | 뱅크 오브 아메리카 타워          | 뉴욕           | 1,200 (366)        | 1,200 (366)      | [ 17 ]                                         |
| 8    | Aon 센터                         | 시카고         | 1,136 (346)        | 1,136 (346)      | [ 239 ]                                        |
| 9    | 컴캐스트 기술 센터*              | 필라델피아     | 1,121 (342)        | 1,121 (342)      | [ 240 ]                                        |
| 10   | 콩데 나스트 빌딩                 | 뉴욕           | 1,118 (341)        | 809 (247)        | [ 117 ]                                        |
| 11   | 윌셔 그랜드 센터                 | 로스앤젤레스   | 1,100 (335)        | 928 (283)        | [ 241 ]                                        |
| 12   | 쓰리 월드 트레이드 센터          | 뉴욕           | 1,079 (329)        | 1,079 (329)      | [ 27 ]                                         |
| 13   | 세일즈포스 타워                  | 샌프란시스코   | 1,070 (326)        | 1,070 (326)      | [ 242 ]                                        |
| 14=  | 크라이슬러 빌딩                  | 뉴욕           | 1,046 (319)        | 1,046 (319)      | [ 31 ]                                         |
| 14=  | 뉴욕 타임즈 빌딩                 | 뉴욕           | 1,046 (319)        | 1,046 (319)      | [ 34 ]                                         |
| 16   | 뱅크 오브 아메리카 플라자        | 애틀랜타       | 1,040 (317)        | 1,023 (312)      | [ 36 ]                                         |
| 17   | U.S. 뱅크 타워                   | 로스앤젤레스   | 1,018 (310)        | 1,018 (310)      | [ 38 ]                                         |
| 18   | 프랭클린 센터                    | 시카고         | 1,007 (307)        | 886 (270)        | [ 40 ]                                         |
| 19   | 원57                             | 뉴욕           | 1,005 (306)        | 1,005 (306)      | [ 42 ]                                         |
| 20   | JP 모건 체스 타워                | 휴스턴         | 1,002 (305)        | 1,002 (305)      | [ 44 ]                                         |
| 21   | 원 쉘 플라자                     | 휴스턴         | 1,000 (305)        | 714 (218)        | [ 243 ]                                        |
| 22   | 투 프루덴셜 플라자               | 시카고         | 995 (303)          | 995 (303)        | [ 46 ]                                         |
| 23   | 웰스 파고 플라자                 | 휴스턴         | 992 (302)          | 992 (302)        | [ 48 ]                                         |
| 24   | 포 월드 트레이드 센터            | 뉴욕           | 977 (297)          | 977 (297)        | [ 49 ]                                         |
| 25   | 컴캐스트 타워                    | 필라델피아     | 975 (297)          | 975 (297)        | [ 51 ]                                         |
| 26   | 컬럼비아 센터                    | 시애틀         | 967 (295)          | 967 (295)        | [ 62 ]                                         |
| 27   | 311 사우스 웨커 드라이브         | 시카고         | 961 (293)          | 961 (293)        | [ 53 ]                                         |
| 28   | 70 파인 스트리트                 | 뉴욕           | 952 (290)          | 952 (290)        | [ 56 ]                                         |
| 29   | 키 타워                          | 클리블랜드     | 947 (289)          | 947 (289)        | [ 59 ]                                         |
| 30   | 원 리버티 팰리스                 | 필라델피아     | 945 (288)          | 945 (288)        | [ 61 ]                                         |
| 31   | 블룸버그 타워                    | 뉴욕           | 941 (287)          | 806 (246)        | [ 244 ]                                        |
| 32   | 트럼프 빌딩                      | 뉴욕           | 927 (283)          | 927 (283)        | [ 65 ]                                         |
| 33   | 뱅크 오브 아메리카 플라자        | 댈러스         | 921 (281)          | 921 (281)        | [ 69 ]                                         |
| 34   | 시티그룹 센터                    | 뉴욕           | 915 (279)          | 915 (279)        | [ 71 ]                                         |
| 35   | 원 프루덴셜 플라자               | 시카고         | 912 (278)          | 601 (183)        | [ 245 ]                                        |
| 36   | IDS 센터                         | 미니애폴리스   | 910 (277)          | 792 (241)        | [ 71 ]                                         |
| 37   | 프루덴셜 타워                    | 보스턴         | 907 (276)          | 749 (228)        | [ 177 ]                                        |
| 38   | 선 트러스트 플라자               | 애틀랜타       | 902 (275)          | 871 (265)        | [ 88 ]                                         |
| 39   | 윌리엄스 타워                    | 휴스턴         | 901 (275)          | 901 (275)        | [ 73 ]                                         |
| 40   | 르네상스                         | 댈러스         | 886 (270)          | 886 (270)        | [ 75 ]                                         |
| 41   | 웨스틴 피치트리 플라자 호텔      | 애틀랜타       | 883 (269)          | 723 (220)        | [ 246 ]                                        |
| 42=  | 900 노스 미치간                  | 시카고         | 871 (265)          | 871 (265)        | [ 247 ]                                        |
| 42=  | 뱅크 오브 아메리카 코퍼렛 센터   | 샬럿           | 871 (265)          | 871 (265)        | [ 79 ]                                         |
| 44   | 8 스프루스 스트리트              | 뉴욕           | 870 (265)          | 870 (265)        | [ 81 ]                                         |
| 45   | 트럼프 월드 타워                 | 뉴욕           | 860 (262)          | 860 (262)        | [ 90 ]                                         |
| 46=  | 워터 타워 팰리스                 | 시카고         | 859 (262)          | 859 (262)        | [ 92 ]                                         |
| 46=  | 아쿠아                           | 시카고         | 859 (262)          | 859 (262)        | 여성이 디자인한 세계에서 가장 높은 마천루이다. |
| 48   | Aon 센터                         | 로스앤젤레스   | 858 (262)          | 858 (262)        | [ 96 ]                                         |
| 49   | 트랜사메리카 피라미드            | 샌프란시스코   | 853 (260)          | 853 (260)        | [ 99 ]                                         |
| 50=  | 체이스 타워                      | 시카고         | 850 (259)          | 850 (259)        | [ 86 ]                                         |
| 50=  | 컴케스트 빌딩                    | 뉴욕           | 850 (259)          | 850 (259)        | [ 101 ]                                        |
| 52   | 투 리버티 팰리스                 | 필라델피아     | 848 (258)          | 848 (258)        | [ 103 ]                                        |
| 53   | 파크 타워                        | 시카고         | 844 (257)          | 844 (257)        | [ 106 ]                                        |
| 54   | U.S. 스틸 타워                   | 피츠버그       | 841 (256)          | 841 (256)        | [ 109 ]                                        |
| 55   | 세일즈포스 타워                  | 인디애나폴리스 | 830 (253)          | 830 (253)        | [ 115 ]                                        |
| 56   | 원 애틀랜타 센터                 | 애틀랜타       | 820 (250)          | 820 (250)        | [ 114 ]                                        |
| 57   | 더 레거시 밀레니엄 파크*         | 시카고         | 819 (250)          | 819 (250)        | [ 248 ]                                        |
| 58   | 시티스파이어 센터                | 뉴욕           | 814 (248)          | 814 (248)        | [ 249 ]                                        |
| 59   | 원 체이스 맨해튼 플라자          | 뉴욕           | 813 (248)          | 813 (248)        | [ 250 ]                                        |
| 60   | 메트라이프 빌딩                  | 뉴욕           | 808 (246)          | 808 (246)        | [ 118 ]                                        |

- 마천루가 아직 공사중임을 나타내었으나 밖으로 나왔다.

## 가장 마천루가 있는 도시
400 피트(122 미터) 이상의 고층 빌딩을 적어도 15개 이상 갖춘 미국 도시들이다. (2017년 1월 현재)
| 순위 | 도시             | ≥1,000 ft | ≥900 ft | ≥800 ft | ≥700 ft | ≥600 ft | ≥500 ft | ≥400 ft | 합계 |
| ---- | ---------------- | --------- | ------- | ------- | ------- | ------- | ------- | ------- | ---- |
| 1.   | 뉴욕             | 8         | 5       | 10      | 27      | 59      | 122     | 213     | 444  |
| 2.   | 시카고           | 5         | 2       | 6       | 6       | 25      | 62      | 92      | 200  |
| 3.   | 마이애미         | 0         | 0       | 1       | 2       | 11      | 29      | 35      | 78   |
| 4.   | 샌프란시스코     | 1         | 0       | 3       | 2       | 4       | 12      | 31      | 53   |
| 5.   | 휴스턴           | 1         | 2       | 0       | 7       | 8       | 13      | 21      | 52   |
| 6.   | 시애틀           | 0         | 1       | 0       | 3       | 7       | 13      | 19      | 43   |
| 6.   | 라스베이거스     | 0         | 1       | 1       | 1       | 8       | 8       | 24      | 43   |
| 8.   | 애틀랜타         | 1         | 0       | 2       | 4       | 6       | 4       | 23      | 40   |
| 9.   | 로스앤젤레스     | 2         | 0       | 1       | 6       | 5       | 9       | 13      | 36   |
| 10.  | 필라델피아       | 1         | 2       | 1       | 3       | 1       | 5       | 18      | 31   |
| 11.  | 보스턴           | 0         | 0       | 0       | 2       | 4       | 11      | 13      | 30   |
| 12.  | 댈러스           | 0         | 1       | 1       | 3       | 6       | 8       | 9       | 28   |
| 13.  | 저지시티         | 0         | 0       | 0       | 2       | 0       | 7       | 13      | 22   |
| 14.  | 미니애폴리스     | 0         | 0       | 0       | 3       | 1       | 4       | 11      | 19   |
| 15.  | 서니 이슬스 비치 | 0         | 0       | 0       | 0       | 2       | 7       | 9       | 18   |
| 16.  | 덴버             | 0         | 0       | 0       | 2       | 3       | 3       | 9       | 17   |
| 17.  | 피츠버그         | 0         | 0       | 1       | 1       | 3       | 5       | 6       | 16   |
| 18.  | 샬럿             | 0         | 0       | 1       | 1       | 1       | 3       | 9       | 15   |

## 가장 높은 공사중, 승인 및 제안인 마천루

### 공사중
여기에는 미국에서 공사중이며 최소 700 피트 (213 m) 이상 상승할 계획인 마천루 목록이 있다. 이미 토핑된 빌딩은 제외된다.
| 이름                                               | 사진 | 위치         | 높이 ft (m) | 층수 | 연도* (est.) | 비고 |
| -------------------------------------------------- | ---- | ------------ | ----------- | ---- | ------------ | --- |
| 센트럴 파크 타워                                   |      | 뉴욕         | 1,550 (472) | 95   | 2020         | |
| 111 웨스트 57번가                                  |      | 뉴욕         | 1,438 (435) | 82   | 2021         | |
| 원 밴더빌트                                        |      | 뉴욕         | 1,401 (427) | 67   | 2020         | 원 밴더빌트의 부지에서의 철거는 2015년 9월에 시작되었으며 마천루는 2020년 9월 14일에 완공됐다.                       |
| 투 월드 트레이드 센터                              |      | 뉴욕         | 1,340 (408) | 82   | 2024         | 2007년 2 WTC의 원래 디자인이 새롭게 디자인되었다.                                                                    |
| 30 허드슨 야드                                     |      | 뉴욕         | 1,296 (395) | 92   | 2018-2019    | 2015년 건설이 시작되었다.                                                                                            |
| 완다 비스타                                        |      | 시카고       | 1,198 (365) | 93   | 2020         | 2014년 7월에 발표 됨 시카고에서 세 번째로 높은 마천루가 될 것이다.                                                   |
| 45 브로드 스트리트                                 |      | 뉴욕         | 1,115 (340) | 66   | 2018         | |
| 50 허드슨 야드                                     |      | 뉴욕         | 1,068 (326) | 62   | 2019         | |
| 9 데카블 애비뉴                                    |      | 뉴욕         | 1,066 (325) | 73   | 2019         | 완공되면, 9 데칼브 애비뉴 맨해튼 외부 뉴욕의 가장 높은 마천루가 될 것이며, 브루클린 최초의 초고층 마천루를 제공한다. |
| 53W53                                              |      | 뉴욕         | 1,050 (320) | 82   | 2018         | 건설은 2014년에 시작되었다.                                                                                          |
| 3 허드슨 불러바드                                  |      | 뉴욕         | 1,034 (315) | 66   | 2019         | [ 256 ] |
| 35 허드슨 야드                                     |      | 뉴욕         | 1,009 (308) | 72   | 2019         | [ 257 ] |
| 원 맨해튼 웨스트                                   |      | 뉴욕         | 995 (303)   | 67   | 2019         | [ 258 ] |
| 15 허드슨 야드                                     |      | 뉴욕         | 912 (278)   | 70   | 2018         | |
| 125 그리니치 스트리트                              |      | 뉴욕         | 912 (278)   | 77   | 2018         | 이전 예상 높이에서 수정되었다. 2018년 완공 예정이다.                                                                 |
| 오션 와이드 센터, 타워 1                           |      | 샌프란시스코 | 905 (276)   | 75   | 2020         | [ 259 ] |
| 99 허드슨 스트리트                                 |      | 저지시티     | 899 (271)   | 76   | 2019         | 완공되면 뉴저지에서 가장 높은 마천루가 될 것이다.                                                                    |
| 원 자이언트 파크                                   |      | 시카고       | 892 (272)   | 76   | 2019         | [ 261 ] |
| 원 베넷 파크                                       |      | 시카고       | 843 (257)   | 67   | 2019         | 2014년에 승인되었다.                                                                                                 |
| 파노라마 타워                                      |      | 마이애미     | 868 (255)   | 81   | 2017-2018    | 건설은 2014년 6월에 시작되었다.                                                                                      |
| 월 스트리트 타워                                   |      | 뉴욕         | 868 (255)   | 61   | 2017-2019    | 건설은 2017년 8월에 시작되었다.                                                                                      |
| 레이니어 스퀘어 타워                               |      | 시애틀       | 849 (259)   | 59   | 2019         | 우르반 비전스가 제안하고 NBBJ가 디자인한 것이다. 2015년에 승인되었다.                                                |
| 허드슨의 사이트 개발                               |      | 디트로이트   | 800 (244)   | 52   | 2020         | 2017년 12월에 부숴짐                                                                                                 |
| 포 시즌 호텔 & 프라이빗 레지던스, 원 달턴 스트리트 |      | 보스턴       | 755 (230)   | 61   | 2017         | 건설은 2015년에 시작되었다.                                                                                          |
| 250 사우스 스트리트                                |      | 뉴욕         | 700 (210)   | 56   | 2019         | 원 맨해튼 스퀘어라고도 한다.                                                                                         |

* 대시 (—)가 있는 테이블 항목은 완공 날짜에 관한 정보가 아직 공개되지 않았음을 나타낸다.

### 승인 및 제안
여기에는 미국에서 건축을 위해 제안되었으며 적어도 700 피트 (213 m) 이상 상승할 계획인 마천루 목록이 있다. 개발자가 높이를 아직 공개하지 않은 마천루의 층수는 50층이다.
| 이름                                            | 도시         | 높이 ft (m)   | 층수 | 연도 (est.) | 비고 |
| ----------------------------------------------- | ------------ | ------------- | ---- | ----------- | --- |
| 톰슨 센터                                       | 시카고       | 1,706 (518)   | 115  | —           | |
| 2901 아치 스트리트 - 대중교통 터미널 타워       | 필라델피아   | 1,200 (366)   | 85   | 2025–28     | 제안된 사무실 및 소매점                                                                                            |
| 댈러스 스마트 지구 타워                         | 댈러스       | 1,121 (342)   | 78   | 2020년대    | 제안된 오피스 타워는 텍사스에서 가장 크고 미시시피 강 서쪽에서 가장 높을 것이다.                                   |
| 3101 마켓 - 스쿨킬 야드                         | 필라델피아   | 1,095 (333)   | 70   | —           | |
| 피게로아 센터                                   | 로스앤젤레스 | 975 (297)     | 66   | 2020년대    | 제안된 주거 / 호텔 / 소매 / 로스앤젤레스에서 세 번째로 높은 마천루가 될 것이다.                                    |
| 트윈 타워즈                                     | 포틀랜드     | 970 (296)     | 95   | TBD         | 캘리포니아주 샌프란시스코에 있는 세일즈포스 타워와 연결된 지붕 높이로 웨스트 코스트에서 가장 높은 마천루일 것이다. |
| 올림픽 타워                                     | 로스앤젤레스 | 740 (225)     | 57   | 2020년대    | 제안됨 \ 호텔과 주거 \ 1015 W. 올림픽 불러바드                                                                     |
| 6AM 노스 타워                                   | 로스앤젤레스 | 732 (223)     | 58   | 2020년대    | 제안 \ 호텔과 주거                                                                                                 |
| 1045 S. 올리브 거리                             | 로스앤젤레스 | 714 (217)     | 50   | 2020년대    | 제안 \ 호텔과 주거                                                                                                 |
| 올림피아 타워 1                                 | 로스앤젤레스 | 853 (260)     | 65   | 2023        | 제안 \ 호텔과 주거                                                                                                 |
| 올림피아 타워 2                                 | 로스앤젤레스 | 653 (199)     | 53   | 2023        | 제안 \ 호텔과 주거                                                                                                 |
| 올림피아 타워 3                                 | 로스앤젤레스 | 550 (168)     | 43   | 2023        | 제안 \ 호텔과 주거                                                                                                 |
| 6AM 사우스 타워                                 | 로스앤젤레스 | 710 (216)     | 50   | 2020년대    | 제안 \ 호텔과 주거                                                                                                 |
| 피가트 7번가                                    | 로스앤젤레스 | TBD           | 64   | 2020년대    | 제안 \ 사무실 공간                                                                                                 |
| 타임즈 미러 스퀘어 레지던스 타워 1              | 로스앤젤레스 | TBD           | 53   | 2020년대    | 제안 \ 사무실 공간                                                                                                 |
| 1300 S. 피게로아 타워즈                         | 로스앤젤레스 | TBD           | 53   | 2020        | 로스앤젤레스 컨벤션 센터 호텔 \ 두 개의 타워                                                                       |
| 원 브릭켈 시티 센터                             | 마이애미     | 1,049 (319)   | 80   | 2020년대    | 2013년 11월에 제안되어 2014년에 승인되었다. 예상 완료는 2018년이다.                                                |
| 4/C                                             | 시애틀       | 1,029 (313)   | 95   | —           | LMN 건축가가 설계한 크레센트 하이츠에 의해 2015년 9월에 제안됨                                                     |
| 원 베이프론트 플라자                            | 마이애미     | 1,010 (308)   | 80   | 2020년대    | [ 279 ] |
| 로스 페롯 타워                                  | 댈러스       | TBD           | 70+  | —           | |
| 35 허드슨 야드                                  | 뉴욕         | 1,009 (307.5) | 79   | 2018        | [ 280 ] |
| 스카이 리즈 마이애미                            | 마이애미     | 1,000 (305)   | 50   | 2018        | 2013년 11월에 발표되었다.                                                                                          |
| 카디스 & 캔톤 타워 1 & 2                        | 댈러스       | 990 (302)     | 80   | —           | |
| 울프 포인트 사우스 타워                         | 시카고       | 950 (290)     | 80   | —           | 2013년에 승인되었다.                                                                                               |
| 98 14번가                                       | 애틀랜타     | 920 (280)     | 80   | —           | 2013년에 발표되었다.                                                                                               |
| 1000 사우스 미시간                              | 시카고       | 832 (254)     | 86   | —           | |
| 113 이스트 루즈벨트 (2단계)                     | 시카고       | >829 (>253)   | -    | —           | 2015년 11월 19일 승인됨                                                                                            |
| 113 이스트 루즈벨트 (1단계)                     | 시카고       | 829 (253)     | 76   | —           | 2015년 11월 19일 승인됨                                                                                            |
| 30 저널 스퀘어                                  | 저지시티     | 800 (243)     | 72   | —           | 계획은 2016년 8월에 승인되었다.                                                                                    |
| 월프 포인트 이스트 타워                         | 시카고       | 750 (228)     | 60   | —           | 2013년에 승인되었다.                                                                                               |
| 3125 JFK Blvd - 스쿨킬 야드                     | 필라델피아   | 725 (221)     | 48   | —           | |
| 3001 JFK Blvd - 치라 2 (더 스테이션 디스트릭트) | 필라델피아   | 705 (215)     | 45   | —           | |
| 12 이스트 37번가                                | 뉴욕         | 700 (—)       | 65   | —           | 정확한 높이가 발표되지 않았다.                                                                                     |

* 대시 (—)가 있는 테이블 항목은 마천루 높이, 층수 또는 완료 날짜와 관련된 정보가 아직 공개되지 않았음을 나타낸다.

## 파괴된 마천루
이 표에는 미국에서 파괴, 파괴 또는 철거중인 10개의 가장 높은 마천루가 나와있다.
| 이름                                 | 사진 | 도시       | 높이 ft (m) | 층수 | 완공 연도 | 파괴 연도 | 비고 |
| ------------------------------------ | --- | ---------- | ----------- | ---- | --------- | --------- | --- |
| 제 1 세계 무역 센터[A]               | Aerial view of two 110-story twin towers; the building have gray, steel exteriors, and the structure on the left is topped by a large antenna. Several skyscrapers are visible surrounding the two towers. | 뉴욕       | 1,368 (417) | 110  | 1972      | 2001      | 9·11 테러로 인해 파괴되었다. 1972년부터 1974년까지 세계에서 가장 높은 마천루였다.                                                                          |
| 제 2 세계 무역 센터                  | Aerial view of two 110-story twin towers; the building have gray, steel exteriors, and the structure on the left is topped by a large antenna. Several skyscrapers are visible surrounding the two towers. | 뉴욕       | 1,362 (415) | 110  | 1973      | 2001      | 9·11 테러로 인해 파괴되었다. |
| 싱어 빌딩                            | Drawing of a 50-story building with a square-cross section; a large tower projects from one corner of the building, and the tower has a rounded roofline with a tapering spire.                            | 뉴욕       | 612 (187)   | 47   | 1908      | 1968      | 원 리버티 플라자를 위한 공간을 개발하기 위해 철거되었다. 평화로운 철거가 가능한 가장 높은 마천루였다. 1908년부터 1909년까지 세계에서 가장 높은 마천루였다. |
| 제 7 세계 무역 센터                  | Aerial view of a skyscraper with a trapezoidal cross section and a brown glass exterior | 뉴욕       | 570 (174)   | 47   | 1987      | 2001      | 9·11 테러로 인해 파괴되었다. |
| 모리슨 호텔                          | — | 시카고     | 526 (160)   | 45   | 1926      | 1965      | 체이스 타워를 위한 공간을 개발하기 위해 철거되었다. |
| 도이치 뱅크 빌딩                     | Ground-level view of a 40-story building; the highest 20 floors have a black tarp-like covering. The exterior facade has been removed from the lower 20 floors, leaving exposed steel columns visible.     | 뉴욕       | 517 (158)   | 39   | 1974      | 2011      | 9·11 테러로 인해 해체되었다. |
| 원 머리디언 플라자                   | | 필라델피아 | 492 (150)   | 38   | 1972      | 1999      | 1991년 화재로 인해 해체되었다. |
| 시티 인베스트먼트 빌딩               | Singer, City Investing & Hudson Terminal Buildings, New York City (1909). | 뉴욕       | 487 (148)   | 33   | 1908      | 1968      | 원 리버티 플라자를 위한 공간을 개발하기 위해 싱어 빌딩과 함께 철거되었다.                                                                                  |
| J.L. 허드슨 컴퍼니 데파트먼트 스토어 | | 디트로이트 | 410 (125)   | 29   | 1911      | 1998      | 가장 높은 마천루가 파열되었다. 완공 당시 세계에서 가장 높은 백화점이었다.                                                                                  |
| 퍼스트 내셔널 뱅크 빌딩              | | 피츠버그   | 387 (118)   | 26   | 1912      | 1970      | 원 PNC 플라자를 위한 공간을 개발하기 위해 철거되었다. |

## 역대 미국 최고층 건물
이것은 미국에서 가장 높은 마천루의 역사 목록이다.
한때 미국에서 가장 높은 마천루라는 제목의 건물이 나열된다.
| 이름                                | 사진 | 위치                                                                                            | 시기          | 높이 ft (m)   | 층수  | 주석                    |
| ----------------------------------- | --- | ----------------------------------------------------------------------------------------------- | ------------- | ------------- | ----- | ----------------------- |
| 푸에블로 보니토                     | digital reconstruction of an mud brick building | 뉴 멕시코 북부 북위 36° 3′ 38″ 서경 107° 57′ 42″ / 북위 36.06056° 서경 107.96167° (1126년 포기) | 10세기 – 1754 | 97 (32)       | 6     | [ 304 ]                 |
| 크라이스트 교회 (필라델피아)        | Ground-level side view of a brown brick church with a large, white, tapering spire. | 필라델피아 북위 39° 57′ 2.60″ 서경 75° 8′ 37.90″ / 북위 39.9507222° 서경 75.1438611°            | 1754–1810     | 196.75 (60.0) | 1     | [ 305 ] [ 306 ]         |
| 파크 스트리트 교회                  | Ground-level view of a brick church with a large, white, tapering spire; a brown skyscraper is visible in the distance, with several shorter high-rises located closer to the church.                                                                | 보스턴 북위 42° 21′ 24.42″ 서경 71° 3′ 43.18″ / 북위 42.3567833° 서경 71.0619944°               | 1810–1828     | 217 (66)      | 1     | [ 307 ]                 |
| 피닉스 샷 타워                      | | 볼티모어 북위 39° 17′ 26.42″ 서경 76° 36′ 20.18″ / 북위 39.2906722° 서경 76.6056056°            | 1828–1846     | 234.25 (71.4) | 1     | [ 308 ]                 |
| 트리니티 교회                       | Ground-level view of a large, brown church with Gothic architecture and a tall, tapering spire that is only partially visible in the image | 뉴욕 북위 40° 42′ 28.58″ 서경 74° 0′ 43.88″ / 북위 40.7079389° 서경 74.0121889°                 | 1846–1869     | 279 (85)      | 1     | [ 309 ]                 |
| 세인트 마이클 교회                  | Ground-level view of a large, brick church with several stained glass windows, architectural niches, and a tall, tapering spire | 시카고 북위 41° 54′ 44.79″ 서경 87° 38′ 26.7″ / 북위 41.9124417° 서경 87.640750°                | 1869–1885     | 290 (88)      | 1     | [ 310 ]                 |
| 시카고 보드 오브 트레이드 빌딩      | | 시카고 (1929년 철거)                                                                            | 1885–1890     | 322 (98)      | 10    | [ 311 ]                 |
| 뉴욕 월드 빌딩                      | Drawing of 20-story building with a tan exterior; the roof is topped with a large, gold dome and a flagpole. | 뉴욕 (1955년 철거)                                                                              | 1890–1894     | 348 (106)     | 20[A] | [ 312 ]                 |
| 필라델피아 시청†                    | Distant ground-level view of a large building with a white exterior and a tall spire; the spire has a rounded roof and is topped with a black statue.                                                                                                | 필라델피아 북위 39° 57′ 8.85″ 서경 75° 9′ 48.83″ / 북위 39.9524583° 서경 75.1635639°            | 1894–1908     | 548 (167)     | 7     | [ 313 ] [ 314 ] [ 315 ] |
| 싱어 빌딩†                          | Drawing of a 50-story building with a square-cross section; a large tower projects from one corner of the building, and the tower has a rounded roofline with a tapering spire.                                                                      | 뉴욕 (1968년 철거)                                                                              | 1908–1909     | 612 (187)     | 47    | [ 291 ]                 |
| 메트로폴리탄 생명보험 빌딩†         | Aerial view of a thin, 50-story building with a light exterior; the building has a pyramidal roof with a large spire, and a clock is visible below the roofline.                                                                                     | 뉴욕 북위 40° 44′ 28.54″ 서경 73° 59′ 15.03″ / 북위 40.7412611° 서경 73.9875083°                | 1909–1913     | 700 (213)     | 50    | [ 316 ]                 |
| 울워스 빌딩†                        | Distant ground-level view of a 60-story building; the building has setbacks on several levels and a pyramidal copper roof with several large spires.                                                                                                 | 뉴욕 북위 40° 42′ 44.29″ 서경 74° 0′ 28.96″ / 북위 40.7123028° 서경 74.0080444°                 | 1913–1930     | 792 (241)     | 57    | [ 317 ]                 |
| 뱅크 오브 맨해튼 트러스트 빌딩†     | Distant aerial view of a 70-story building with several setbacks and a pyramidal roof; a flagpole sits stop the roof. | 뉴욕 북위 40° 42′ 25.05″ 서경 74° 0′ 34.73″ / 북위 40.7069583° 서경 74.0096472°                 | 1930          | 927 (283)     | 70    | [ 65 ]                  |
| 크라이슬러 빌딩†                    | Ground-level view of an 80-story building; the structure has a stone, whitish exterior with several setbacks. Statues project from the building near the 60th floor, and the building tapers into a thin spire containing angled triangular windows. | 뉴욕 북위 40° 45′ 5.44″ 서경 73° 58′ 31.84″ / 북위 40.7515111° 서경 73.9755111°                 | 1930–1931     | 1,046 (319)   | 77    | [ 31 ]                  |
| 엠파이어 스테이트 빌딩†             | Aerial view of a 100-story building with several setbacks; the building tapers into a large circular spire near its 90th floor and is topped by a large antenna.                                                                                     | 뉴욕 북위 40° 44′ 54.36″ 서경 73° 59′ 8.36″ / 북위 40.7484333° 서경 73.9856556°                 | 1931–1970     | 1,250 (381)   | 102   | [ 16 ]                  |
| 1&2 세계 무역 센터†                 | Aerial view of two 110-story twin towers; the building have gray, steel exteriors, and the structure on the left is topped by a large antenna. Several skyscrapers are visible surrounding the two towers.                                           | 뉴욕 (2001년 파괴됨)                                                                            | 1970–1974     | 1,368 (417)   | 110   | [ 287 ]                 |
| 윌리스 타워† (이전에는 시어스 타워) | Distant ground-level view of a 108-story building with a black steel exterior and dark windows; the building has setbacks at several levels, and two large antennas rise above its roof.                                                             | 시카고 북위 41° 52′ 43.82″ 서경 87° 38′ 9.73″ / 북위 41.8788389° 서경 87.6360361°               | 1974–2013     | 1,451 (442)   | 108   | [ 10 ]                  |
| 원 월드 트레이드 센터               | View of the 104 story One World Trade Centre with glass exteriors and a fantastic spire to match. | 뉴욕                                                                                            | 2013–현재     | 1,776 (541)   | 104   | [ 318 ]                 |

## 같이 보기
- 건축물 목록
- 미국 주 정부에서 가장 높은 마천루 목록
- 미국에서 가장 높은 건축물 목록
- 마천루 목록
- 중앙아메리카의 마천루 목록
- 마천루가 가장 많은 도시 목록